# ウィリアム・ジェイソン・モーガン
ウィリアム・ジェイソン・モーガン（William Jason Morgan、1935年10月10日 - 2023年7月31日）は、アメリカ合衆国の地球物理学者である。
プレートテクトニクス、地球力学 (geodynamics) の理論の分野で貢献した。プリンストン大学の地質学のKnox Taylor教授職を務める。

## 経歴
ジョージア州サバンナで生まれた。ジョージア工科大学で学んだ後、1964年にプリンストン大学でボブ・ディッケ (Bob Dicke) のもとで、博士号を得て、プリンストン大学で研究を行った。1960年代後半に海洋底拡大によって生じる海洋底の磁気異常、磁気反転に関する研究を発表した。
1971年から、ホットスポットの説明として、マントル中のプルームの存在を仮定するツゾー・ウィルソンの提唱したプルーム理論の発展に取り組んだ。ウィルソンがハワイや現在のホットスポットの位置から離れていく ハワイ - 天皇海山列に理論を適用したのに対して、モーガンらは、理論を他の多くのホットスポットに適用した。

## 受賞歴
- 1983年: アルフレート・ヴェゲナーメダル（ヨーロッパ地球科学連合）
- 1987年: Maurice Ewing賞（アメリカ地球科学連合）
- 1990年: 日本国際賞[2]
- 1994年: ウォラストン・メダル（ロンドン地質学会）
- 2002年: アメリカ国家科学賞

## 重要な論文
- Rises, Trenches, Great Faults, and Crustal Blocks. Journal of Geophysical Research 73, S.1959 (1968)
- Convection plumes in the lower mantle. Nature 230, S.42?43 (1971) Abstract
- Plate motions and deep mantle convection. Geol. Soc. Am Memoir, 1972
- Hotspot tracks and the opening of the Atlantic and Indian Oceans. In The Sea, 1981 - New York: Wiley